# نيلز رام
نيلز رام (بالسويدية: Nils Ramm)‏ (1 يناير 1903 – 8 نوفمبر 1986) هو ملاكم سويدي راحل، مثّل بلاده في الألعاب الأولمبية الصيفية 1928.

## روابط خارجية
نيلز رام على موقع بوكس ريك (الإنجليزية) (registration required)
- نيلز رام على موقع أوليمبيديا (الإنجليزية)
- نيلز رام على موقع اللجنة الأولمبية السويدية (السويدية)